# Dietrich von Hildebrand
Dietrich von Hildebrand (Florença, 12 de outubro de 1889 – New Rochelle, Nova York, 26 de janeiro de 1977) foi um filósofo e teólogo católico, nascido na Itália. 
Era filho de Adolf von Hildebrand, escultor alemão de renome, foi professor universitário e sofreu a influência de Max Scheler e de Edmund Husserl. De origem protestante converteu-se ao catolicismo romano em 1914.
Católico praticante foi chamado pelo papa Pio XII informalmente de Doutor da Igreja do século XX [carece de fontes?], foi professor de Filosofia na Universidade de Munique (1918 a 1933) depois foi professor de Filosofia na Universidade Fordham em Nova York (1941 a 1960).
Opositor de Adolf Hitler, refugiou-se na Áustria com a ascensão dos nazistas ao poder em 1933, lá com a ajuda do chanceler Engelbert Dollfuss fundou e editou o jornal semanário anti-nazi Der Christliche Ständestaat (O Estado Corporativo Cristão). Em razão disto foi condenado à morte pelos nazistas. Com a anexação da Áustria em 1938, Hildebrand fugiu para as montanhas suíças onde ficou onze meses, próximo de Fribourg e após mudou-se para Fiac, próximo de Toulouse, França, onde foi lecionar na Universidade Católica de Toulouse.
Quando os nazistas invadiram a França em 1940, foi procurado, com a ajuda heróica dos franceses, entre eles Edmond Michelet, conseguiu escapar com sua esposa e familiares para Portugal, dali viajou de navio para o Brasil e de lá para Nova York em 1940, onde foi lecionar filosofia na Fordham University em Rose Hill, no Bronx, pertencente à Companhia de Jesus.
Aposentou-se em 1960 e passou o restante dos seus anos escrevendo. Foi autor de dezenas de livros, tanto em alemão como em língua inglesa. Foi um dos fundadores da Una Voce America. Era casado com Margaret Denck, falecida em 1957, e depois em 1959, com Alice von Hildebrand, nascida em 1923, também filósofa e teóloga. O Instituto Dietrich von Hildebrand recebeu o nome em sua homenagem.
É considerado um dos mais importantes pensadores do século passado. Suas obras mais destacadas foram: Metafísica da comunidade (1930) e Atitudes éticas fundamentais (1933).